# بيتر بارلو (لاعب كرة قدم)
بيتر بارلو (بالإنجليزية: Peter Barlow)‏ هو لاعب كرة قدم بريطاني، ولد في 9 يناير 1950 في بورتسموث في المملكة المتحدة. لعب مع كولتشستر يونايتد ونادي تشيلمسفورد ونادي هارتلبول يونايتد ونادي ووركينغتون وهيبريدج سويفتس.